# DFB-Jugend-Kicker-Pokal 1997/98
DFB-Jugend-Kicker-Pokalsieger 1997/98 war der KFC Uerdingen 05. Die Krefelder siegten im Endspiel in Rüsselsheim am 3. Juli 1998 gegen Eintracht Frankfurt mit 4:3 i. E. (1:1, 1:1).

## Teilnehmende Mannschaften
Gruppe Nord: 16 Mannschaften
- Holstein Kiel
- Hamburger SV
- SC Vorwärts-Wacker 04
- Werder Bremen
- VfB Oldenburg
- Eintracht Braunschweig
- Borussia Mönchengladbach
- KFC Uerdingen 05
- Fortuna Düsseldorf
- TSV Bayer 04 Leverkusen
- FC Schalke 04
- Hertha BSC
- Reinickendorfer Füchse
- Energie Cottbus
- FC Eintracht Schwerin II
- 1. FC Magdeburg

Gruppe Süd: 16 Mannschaften
- FC Carl Zeiss Jena
- Chemnitzer FC
- Dynamo Dresden
- Eintracht Frankfurt
- Spvgg Andernach
- SC Hauenstein
- TuS Koblenz
- FSV Salmrohr
- 1. FC Saarbrücken
- VfB Stuttgart
- VfB Stuttgart II
- SV Waldhof Mannheim
- Karlsruher SC
- SC Freiburg
- SpVgg Bayreuth
- TSV 1860 München

## Vorrunde
| Datum      |                          | Ergebnis              |                          |
| ---------- | ------------------------ | --------------------- | ------------------------ |
| 11.06.1998 | VfB Oldenburg            | 0:4                   | Fortuna Düsseldorf       |
| 14.06.1998 | Bayer 04 Leverkusen      | 3:1 n. V.             | Energie Cottbus          |
| 14.06.1998 | SC Vorwärts-Wacker 04    | 3:7                   | Eintracht Braunschweig   |
| 14.06.1998 | Hertha BSC               | 2:4 n. V.             | FC Schalke 04            |
| 14.06.1998 | KFC Uerdingen 05         | 2:0                   | Hamburger SV             |
| 14.06.1998 | Reinickendorfer Füchse   | 3:5                   | Werder Bremen            |
| 13.06.1998 | Holstein Kiel            | 0:4                   | Borussia Mönchengladbach |
| 13.06.1998 | FC Eintracht Schwerin II | 2:6                   | 1. FC Magdeburg          |
| 14.06.1998 | Chemnitzer FC            | 0:3                   | Eintracht Frankfurt      |
| 14.06.1998 | TuS Koblenz              | 1:6                   | VfB Stuttgart            |
| 14.06.1998 | 1. FC Saarbrücken        | 4:4 n. V. (2:4 i. E.) | VfB Stuttgart II         |
| 14.06.1998 | SpVgg Bayreuth           | 2:2 n. V. (2:4 i. E.) | FC Carl Zeiss Jena       |
| 14.06.1998 | Dynamo Dresden           | 2:3                   | TSV 1860 München         |
| 14.06.1998 | FSV Salmrohr             | 0:2                   | SC Hauenstein            |
| 14.06.1998 | SV Waldhof Mannheim      | 3:3 n. V. (2:1 i. E.) | Karlsruher SC            |
| 14.06.1998 | Spvgg Andernach          | 0:3                   | SC Freiburg              |

## Achtelfinale
| Datum      |                        | Ergebnis              |                          |
| ---------- | ---------------------- | --------------------- | ------------------------ |
| 20.06.1998 | Bayer 04 Leverkusen    | 2:0                   | Fortuna Düsseldorf       |
| 21.06.1998 | Eintracht Braunschweig | 2:2 n. V. (4:5 i. E.) | FC Schalke 04            |
| 21.06.1998 | KFC Uerdingen 05       | 3:2                   | Werder Bremen            |
| 21.06.1998 | 1. FC Magdeburg        | 1:3                   | Borussia Mönchengladbach |
| 21.06.1998 | Eintracht Frankfurt    | 6:3                   | VfB Stuttgart            |
| 21.06.1998 | VfB Stuttgart II       | 2:0                   | FC Carl Zeiss Jena       |
| 21.06.1998 | SC Hauenstein          | 1:4                   | TSV 1860 München         |
| 19.06.1998 | SV Waldhof Mannheim    | 0:3                   | SC Freiburg              |

## Viertelfinale
| Datum      |                     | Ergebnis |                          |
| ---------- | ------------------- | -------- | ------------------------ |
| 24.06.1998 | Bayer 04 Leverkusen | 0:3      | FC Schalke 04            |
| 24.06.1998 | KFC Uerdingen 05    | 2:0      | Borussia Mönchengladbach |
| 24.06.1998 | Eintracht Frankfurt | 3:2      | VfB Stuttgart II         |
| 24.06.1998 | TSV 1860 München    | 3:5      | SC Freiburg              |

## Halbfinale
| Datum      |                     | Ergebnis              |                  |
| ---------- | ------------------- | --------------------- | ---------------- |
| 28.06.1998 | FC Schalke 04       | 1:1 n. V. (3:4 i. E.) | KFC Uerdingen 05 |
| 28.06.1998 | Eintracht Frankfurt | 4:2                   | SC Freiburg      |

## Finale
| Paarung             | Eintracht Frankfurt – KFC Uerdingen 05 |
| Ergebnis            | 1:1 n. V. (1:1, 0:0), 3:4 i. E. |
| Datum               | 3. Juli 1998 |
| Stadion             | Stadion am Sommerdamm, Rüsselsheim |
| Zuschauer           | 600 |
| Schiedsrichter      | Peter Müller (Dresden) |
| Tore                | 1:0 Braun (67.) 1:1 Bradasch (81.) Elfmeterschießen: 1:0 Padovese 1:1 Roethmanns Bley verschießt Hüsing scheitert an Wolf 2:1 Heinz 2:2 Wilms Preuß scheitert an Vander 2:3 Fiore 3:3 Monopoli 3:4 Bradasch                                                                                              |
| Eintracht Frankfurt | Dominik Wolf – Massimo Monopoli – Vito Bendetti, Stefan Bley – Pascal Heinz, Gabriel Carranza, Albert Streit, Daniel Dylong, Jens Paetzold (95. Riccardo Padovese)– Tommaso Fontana (75. Christoph Preuß), Erich Braun (75. Murat Anli) Cheftrainer: Armin Kraaz                                         |
| KFC Uerdingen 05    | Christian Vander – Frank Roerthmans – Marcel Gebhardt (80. Sascha Wilms),Omid Taleb-Karimi – Sven Seifert (68. Dominik Manns), Andreas Passerschröer, Erwin Bradasch, Oliver König (104. Thomas Bahr), Sebastian Kaul – Giancarlo Fiore, Luciano Velardi (70. Michael Hüsing) Cheftrainer: Wolfgang Maes |
| Gelbe Karten        | Monopoli, Braun – Taleb-Karimi, Bradasch |
| Platzverweise       | Benedetti (73., Frankfurt) – keine |
| Besonderheiten      | Bradasch verschießt Handelfmeter (29.) |